# ガングロ
ガングロは、1990年代後半から2000年初頭頃をピークに、日本の若い女性たちの間で流行した髪の毛を金髪かオレンジ色に脱色し、肌を黒くするというスタイルのオルタナティブ・ファッション。渋谷や池袋がガングロ・ファッションの中心地であった。

## 概要
ガングロは1990年代の日本のコギャル文化から発展した新たなファッションスタイルで現在も続いており、このスタイルを取り入れているのは殆どが若い女性たちである。ガングロの名称は、「ガンガン黒い」の略称（顔面が黒い→顔黒→ガングロという説もある）で、顔を真っ黒に日焼けさせることが由来と言われる。通常は日焼けサロンで焼いたり、極度に濃いファンデーションを塗ったりして黒く見せる。
「ガングロ・ファッション」には、濃い褐色の顔にオレンジからブロンド、「ハイ・ブリーチ」として知られるシルバー・グレーに染める組み合わせが用いられる。黒いインクをアイライナーとして、白のコンシーラーを口紅やアイシャドーとして用いる。つけまつげやメイク用のラインストーン、パールパウダーなどがしばしばこれに加わる。厚底靴を履き、鮮やかな色の服を着れば、完璧なガングロ・ルックとなる。また典型的なガングロファッションとして、ほかに絞り染めのサロンや、ミニスカート、顔のシール、ネックレスや指輪、大量のブレスレットなどがある。
ガングロは若い女性をグループ分けするのに用いられるスラングの一つで、通常は二十歳前後の若い女性を指す「ギャル(gal)」というサブカルチャーの概念の中に分類される。なお、日本文化の研究者の一部ではガングロが伝統的な日本社会に対する復讐の一形態と考えられている。その研究者達の主張では、日本文化に根ざした無視や社会的な孤立、日本社会自体の制約といったものに起因する憤慨の現れであり、彼女たちの個性や自己表現によって学校の基準や規則に対して公然と反抗しようという試みだという。
また、『egg』や『小悪魔ageha』のようなファッション誌がガングロ文化に直接的な影響を与えており、他にもガングロを称揚した雑誌として『Popteen』や『Ego System』が挙げられる。またガングロはジャパニーズ・ダンス・スタイルであるパラパラとも関係があるが、たいていパラパラ・ダンサーはガングロではなく、ガングロもたいていパラパラ・ダンサーではない。とはいえパラパラを躍る女性にガングロやギャルが多くいることも確かである。
最も早くガングロを取り入れた有名人の一人がブリテリであるが、彼女のニックネームはブリを照り焼きにするときに使う醤油に由来する。ガングロが大流行の真っ最中に『egg』がしばしば誌面で彼女の特集を組んだことでブリテリはスターになった。彼女は渋谷の日焼けサロン「Blacky」のモデルや広告塔として活躍したが、社会的な圧力やマスコミによるネガティブな報道で、ブリテリは引退に追い込まれた。

## 語源

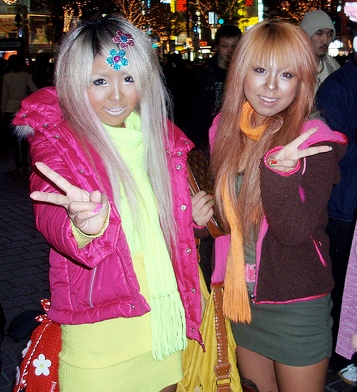
ガングロの女性。

ガングロを実践する人間たちは、この言葉が「ガンガン黒」に由来しているという。ヤマンバは、その装いが似通っているといわれる、日本の民話のヤマンバという山に住む鬼ばばあに由来する。現在では、ガングロは顔を黒塗りし髪を明るく脱色して、同じようなブランドの服を着ている少女、あるいはギャルを形容する言葉となった。しばしば「お姉ギャル」や「セレブ」といった言葉と混同されるが、前者はたいてい高価格帯のギャルブランドを指す場合にもちいられ、後者は高価な西洋のファッションを主眼とするものである。

## ヤマンバとマンバ

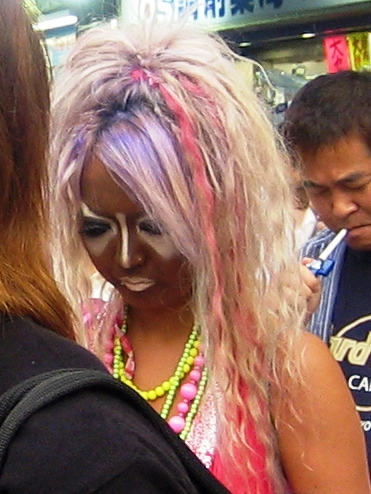
マンバの女性。

ガングロから発展したスタイルに、ヤマンバとマンバがある。ヤマンバの守旧派とマンバ（特に知られているのは2004年のマンバである）は、真っ黒な肌と白い唇、淡い色のアイメイクをほどこし、眼の下にはメタリックなラインストーンをつけたり、明るい色のサークルコンタクトをつけるというのが特徴だった。服装はプラスチックの蛍光色の服に、ハワイ風のレイ（しばしばアルバ・ローザの）など、不釣り合いなアクセサリーを身につけるのが特徴である。顔にラインストーンを配すことは2004年に流行ったがその後すぐに廃れ、マンバもしばらくして姿を消した。こんにちのヤマンバはさらに極端なスタイルになり、より多色で作り物っぽいものになった。2008年のマンバはより黒いメイクをするようになり、ラインストーンなどがつけられることはなくなった。髪の毛はたいてい蛍光色もしくは明るい色で、とくにピンクが好まれている。ドレッドやエクステ、クリップなどで髪をより長くみせる。ファッションはそのままだが、レイはあまり身につけないようになった。
ヤマンバとマンバの区別はむずかしくない。ヤマンバは眼のうえだけを白くするが、マンバは眼のしたをふくめて白塗りする。ぬいぐるみやブレスレット、鈴やハイビスカスなどもキーワードである。彼女達のスタイルを男性に持ち込んだものを、「センターGUY」と呼ぶ。彼らがよく出現する渋谷センター街をもじったものである。「ヤマンバ」という名称は、彼女達が渋谷センター街（東京都渋谷区宇田川町）に住んでいるわけではなく、周辺の山の手地域（東京都渋谷区松濤など）に居住していることを揶揄したものである（「山」の手エリアに住んでいる姥→山姥→ヤマンバ）。

## 世界的な受容
このスタイルはアニメコンベンションを通じて世界に普及したが、ギャル・ファッションはコスプレとは異なる概念である。西欧でギャル・ファッションをする少女たちも、同じファッションスタイルを楽しむ人間同士のいわゆる「ギャルサー」を立ち上げている。彼女たちは一緒にブラブラして時を過ごすが、関係はとても姉妹的なものである。ギャルサーは、日本でもポピュラーな文化であり、モーニング娘の矢口真里をフィーチャーした『ギャルサー』という番組が製作されている。現在では、イギリス、アメリカや、その他のヨーロッパ諸国をオンラインを通じて運営されるサークルも存在する。
近年ではイギリスのギャルサー「Hibiscgyaru」のブリティッシュ・マンバがBBCのインタビューを受けた。彼女たちによれば、日本のファッションをヨーロッパでも理解し、接しやすいものにしたいのだという。特筆すべきものとしてはほかに、NHKの人気番組「東京カワイイ★TV」がある。これは日本における若者の最新のファッションを追うものだ。上記のイギリスのサークルも「姫ギャル」の特集で2008年3月に放送され、スペインのギャルサーも2009年8月に番組内に登場した。